# 談樂軒
談樂軒（Tam Lok Hin，1991年1月12日—），生於香港，香港足球運動員，司職中場，現時效力於香港甲組聯賽球會九龍城。

## 球會生涯
談樂軒生於香港，在小學4年級參加了麥當勞青少年足球推廣計劃，到12歲獲選入香港青年軍，他在14歲時便於600名曼聯足球學校學員中脫穎而出，獲得遠赴英格蘭勁旅曼聯的奧脫福球場，參加由香港曼聯足球學校舉辦的全球精英大賽，其後入選香港U16代表隊，到外國比賽增廣見聞，如關島、北韓及印尼等地方比賽。2006－2007年度，談樂軒以15歲之齡被選入為備戰2009年東亞運而設的香港09參加丙組聯賽，直至及後一年，談樂軒獲李健和青睞以16歲之齡加盟香港甲組足球聯賽升班馬華家堡，當時仍在就讀中五的他雖然僅以兼職身份跟操，但是只上陣兩場便取得第一個甲組比賽入球。
2008年，華家堡退出後，談樂軒與大部分華人球員一同追隨領隊陳曉明與教練李健和轉投東方，於2008年10月24日對屯門普高的聯賽，取得加盟後的首個甲組入球。2008年11月15日，談樂軒於對淦源的聯賽首次在甲組賽事梅開二度。東方領隊陳曉明點名稱讚談樂軒有進步，全場四處跑動不惜氣力，可說是球隊當季青訓球員中暫時的成功例子。
2009年夏天，由於東方宣布退出甲組，並申請降落丙組作賽，談樂軒遂轉投另一支甲組球會公民。2011年1月16日，公民於高級組銀牌決賽迎戰南華，開賽36分鐘公民已落後0–3但球隊仍在劣勢下追成2–3，戰至88鐘公民憑一次自由球攻勢由談樂軒近門一頂追成3–3平手，雙方需要加時再分勝負，最終公民在互射12碼階段總比數以7–5擊敗南華勝出，談樂軒也取得職業生涯中第一個冠軍。
2014年夏天，由於公民季尾決定不會參加來季的港超聯，令談樂軒轉會YFC澳滌，惟他沒有出場機會，有時甚至連後備名單也沒有，到2015年6月轉會港超聯球會元朗，於2016年8月27日以6–2大勝港會的聯賽取得了加盟後的首個入球，2017年5月23日，九巴元朗宣佈與談樂軒完成續約工作。
2018年夏天，談樂軒獲陳曉明邀請加盟港超聯球會理文。

## 國際賽生涯
2008年10月，談樂軒入選香港全運隊集訓名單，並入選香港聯賽選手隊角逐賀歲盃，獲香港全運隊教練黎新祥稱讚談樂軒具備不俗的個人盤扭技術，假以時日可獨擔大旗。2009年11月9日，談樂軒於在印尼舉行的亞洲足協U-19錦標賽中梅開二度，協助香港U19擊敗新加坡U19，並且於2009年香港傑出運動員選舉獲提名角逐傑出青少年運動員獎項。談樂軒在2011年入選香港奧運代表隊，於2011年2月23日晚上在香港大球場舉行的奧運外圍賽個人貢獻三球助攻，協助香港奧運隊以4–0大勝馬爾代夫，表現備受讚賞。
2016年1月3日，談樂軒於第38屆省港盃次回合作客廣東隊取得首個香港代表隊入球，但最後兩回合計香港以4–5落敗。到2017年12月談樂軒繼續獲香港隊徵召出戰第40屆省港盃並於首回合正選上陣而他於作客的次回合後備入替，可是他不幸在加時上半場受傷，導致右膝內側韌帶二級撕裂。結果香港兩回合合計以2–2賽和廣東最終在互射12碼以4–2擊敗廣東重奪失落五屆的省港盃冠軍。

## 榮譽
元朗
- 香港高級組銀牌冠軍（2017–18季度）

公民
- 賀歲盃冠軍（2014）
- 香港高級組銀牌冠軍（2010–11季度）

理文
- 香港菁英盃冠軍（2018–19季度）

香港代表隊
- 港澳埠際賽冠軍（2010、2012、2013、2014、2016、2017年）
- 龍騰盃冠軍（2010年）
- 省港盃冠軍（2018年）

## 外部連結
- 香港足球總會網頁球員註冊資料 （页面存档备份，存于）